# 남산초등학교 (경산시)
남산초등학교는 대한민국 경상북도 경산시 남산면 산양리에 있는 공립 초등학교이다.

## 학교 연혁
- 1929년 9월 11일 남산공립보통학교(4년제) 개교설립인가 7월 4일
- 1938년 4월 1일 남산공립심상소학교 (교명 변경)[1]
- 1939년 4월 1일 6년제로 인가
- 1941년 4월 1일 남산공립국민학교 (교명 변경)[2]
- 1949년 9월 1일 하대분교장, 안심분교장 설치(각 1학급)
- 1956년 4월 6일 하대분교장 삼성국민학교로 독립
- 1963년 3월 31일 육리분교장 성남국민학교로 독립
- 1978년 9월 29일 교가 제정
- 1981년 3월 1일 병설유치원 개원(1학급)
- 1990년 9월 11일 개교 60주년 기념탑 제막
- 1995년 3월 1일 성남국민학교 본교로 통합
- 1996년 3월 1일 남산초등학교 (교명 변경)[3]
- 1999년 3월 1일 삼성초등학교 분교장으로 지정
- 2010년 3월 1일 삼성분교장 본교로 통합
- 2010년 7월 1일 예지관(도서관) 개관
- 2011년 6월 1일 다미관(급식소) 개관
- 2015년 3월 2일 파랑새 오케스트라단 창단
- 2015년 3월 25일 남산초 지역공동 음악영재학급 개설
- 2018년 3월 1일 제33대 이임숙 교장 부임
- 2020년 2월 13일 제88회 졸업식(졸업생 총 5077명)

## 학교 상징
- 교화 - 장미 : 인내, 끈기, 아름다움
- 교목 - 소나무 : 바르게, 참되게, 굳세게

## 참고 자료
- 남산초등학교 - 한국교육학술정보원 학교알리미